# Eastport (Terranova y Labrador)
Eastport es un pueblo canadiense situado en la provincia de Terranova y Labrador.

## Superficie
Eastport tiene una superficie de 18,48 km².

## Demografía
En 2021, tenía 527 habitantes, una densidad poblacional de 28,5 hab./km², y 364 viviendas.